# Balde (San Luis)
Balde es una localidad del departamento Juan Martín de Pueyrredón, provincia de San Luis, Argentina. 
Se encuentra a 30 km de la ciudad de San Luis por la Ruta Nacional 7, hacia el oeste (Mendoza).

## Toponimia
En ciertas zonas de Argentina, especialmente en el NOA y el Cuyo, recibe la denominación de "balde" ( y también jagüel) el pozo de donde se saca con un "balde" (cubo) el agua para beber, siendo balde así casi un sinónimo de cisterna; esta localidad sanluiseña  se destacaba en la seca travesía desde la ciudad de San Luis a Mendoza por su "balde" o pozo en el cual los viajeros y sus cabalgaduras podían abrevar.

## Historia
Balde representa una forma abreviada de la lengua popular. No es el cubo, recipiente o vasija, es el pozo mismo, es el pozo de balde, la perforación, el pozo que se hace para buscar las napas de agua. Es así como Balde se ha convertido en sinónimo de pozo.
Los primeros datos sobre el origen de Balde, se remontan a la segunda década del siglo XIX. En esa época (1817) el Teniente Gobernador Dupuy mandó a establecer una posta en un lugar que se conocía como Antiguo de la Travesía, muy cerca de San José del Bebedero que era el fuerte de la frontera sur. El objeto de esa fundación era proveer agua y caballos de los viajeros de San Luis a Mendoza e incrementar el comercio interprovincial, que en esa época ya tenía cierta importancia. Se construyó un canal de 6 leguas desde San Luis, en su punto terminal se levantó una casa cómoda con corrales y dos represas grandes protegidas por cercos de palo a pique.
En 1835 Don Pelicarpo Lucero hizo cavar en su estancia de la cañada un pozo de balde en el que a los 18 metros obtuvo agua surgente de primera clase, este hecho fue lo que en definitiva le dio el nombre al lugar.
Así fue creciendo el caserío, entre duros reclamos de progreso. En 1902 se creó la primera comisaría. El 2 de mayo de 1905 el gobernador Rodríguez Jurado hizo demarcar el pueblo, lo que fue aprobado el 19 de julio de ese mismo año, fecha esta que habría que considerar como fundacional, pues por primera vez se oficializaba el nombre de Balde.

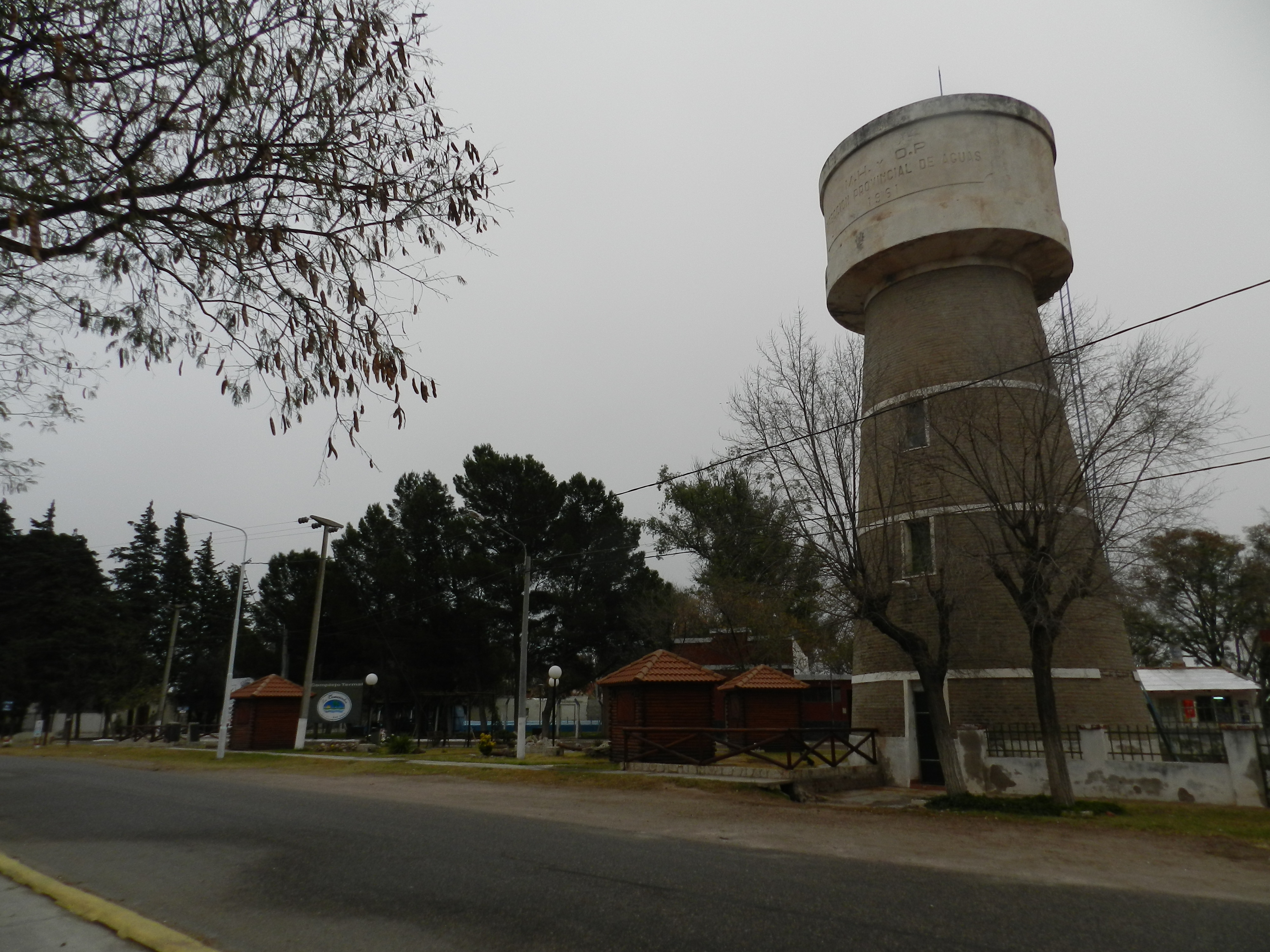
Balde, San Luis

## Población
Contó con 589 habitantes (Indec, 2010), lo que representó un incremento del 19,7% frente a los 492 habitantes (Indec, 2001) del censo anterior.
Según el censo 2022 la población total de la Comisión municipal fue de 805 personas. En tanto, el número de viviendas registradas fue de 312.
| Gráfica de evolución demográfica de Balde entre 1947 y 2022 |
|                                                             |
| Fuente: censos nacionales del INDEC                         |

## Baños termales municipales
Son baños termales de aguas surgentes y naturales con Tº de 43 °C, muy codiciadas y conocidas por sus bondades terapéuticas. Las termas poseen piletas de inmersión, camas de reposo, sala de espera. Además servicio de camping, parrillas, piletas para lavar, agua potable, energía eléctrica, minimarket, servicio médico y masajista terapéutico. 
Las aguas termales son alcalinas, sulfatadas, cloruradas, bicarbonatadas y mineralizadas. El agua bebible, permite la incorporación de minerales como sodio, potasio, calcio, magnesio, flúor. Las aguas para inmersión facilitan los movimientos articulares y musculares, la temperatura actúa como descontracturante muscular y vasodilatador que aumenta el flujo sanguíneo. Los poros se dilatan y los minerales son absorbidos por la piel y pasan al tejido subcutáneo desde donde activan el metabolismo, los sistemas enzimáticos y hormonales.

## Bocio endémico
Según estudios, es probable que el agua corriente potable de Balde contenga una sustancia química bociogénica, ya que en 2001 se encontró bocio en una población de 100 habitantes, de entre 5 y 17 años, muestra de la escuela provincial 141 Los Andes  (enlace roto disponible en Internet Archive; véase el historial, la primera versión y la última).
Antes de la Ley Nacional 17.259, de 1967, sobre yodación de la "sal de cocina", la frecuencia de bocio en la provincia de San Luis oscilaba entre 2,6 y 54 %. Dado que no hay datos disponibles sobre el efecto de la profilaxis con sal yodada en dicha provincia, el relevamiento brinda la oportunidad de tener información a 2001 sobre el problema de la endemia bociosa en esa región.

## Fiestas provinciales
Festival de las Aguas Termales, el cual se realiza a fines del mes de febrero o comienzos del mes de marzo y cuenta con el apoyo del gobierno de la provincia de San luis.
Fiesta Patronal de Santa Ana, en honor a la Patrona de Balde se realiza el 26 de julio de cada año.